# Scènes de la vie de bohème
Scènes de la vie de bohème est une œuvre littéraire de Henry Murger publiée en 1851 qui a donné lieu à de nombreuses adaptations au théâtre, à l'opéra et au cinéma et constitue un document majeur concernant la vie de bohème à Paris au XIXe siècle.

## La bohème
Murger définit la bohème comme constituée par des artistes, essentiellement pauvres, dont les antécédents se trouvent jusque dans l’Antiquité grecque et dont l’histoire comprend les noms les plus illustres. Ce sont des artistes vagabonds (en ce sens des bohémiens). Murger exclut les filous et les assassins de la bohème. Est bohème « tout homme qui entre dans les arts sans autre moyen d’existence que l’art lui-même ». La bohème est un état social transitoire qui peut déboucher aussi bien sur la reconnaissance (« l’Académie ») que sur la maladie (« l’Hôtel-Dieu ») ou la mort (« la Morgue »). La bohème n’est possible, pour Murger, qu’à Paris (elle n’est pas possible en province).
Murger distingue trois types de bohème :
- la bohème ignorée : les « artistes pauvres » condamnés à l'incognito parce qu’ils ne savent pas ou ne peuvent pas trouver un coin de publicité pour attester leur existence dans l’art. L'art est pour eux une foi et non un métier. Ce sont les disciples de « l'art pour l'art ». Ils sont « naïfs » pour Murger et condamnés à la misère et à la mort précoce. Ils laissent quelquefois une œuvre que le monde admire seulement plus tard ;
- les amateurs : ils trouvent dans la vie de bohème une forme de séduction. Ils choisissent volontairement la misère alors qu'ils ont un avenir honorable, par opposition à leur famille. Certains finissent par devenir notaires en province, d'autres meurent dans l'obscurité. Ils n'ont rien de commun avec l'art. C'est une fausse bohème ;
- la vraie bohème : elle est composée des artistes qui ont des chances de réussir et qui sont déjà connus dans le monde littéraire ou artistique. La misère n'est pour eux qu'un moment transitoire. Ces artistes sont ambitieux et savent résoudre les problèmes posés par le quotidien : « leur existence de chaque jour est une œuvre de génie ». Ils parlent un langage particulier où se côtoient tous les styles, de l'argot populaire à la rhétorique la plus audacieuse. Tels sont les héros du livre.

La fin de la vie de bohème correspond à la fin de la jeunesse. Elle peut se terminer par la mort ou par la réussite. La réussite (la bourgeoisie) est une façon de continuer sa vie dans l'apostasie de l'idéal de jeunesse suivant le principe : plutôt renier la bohème qu'y mourir. Telle serait en définitive la morale du livre.

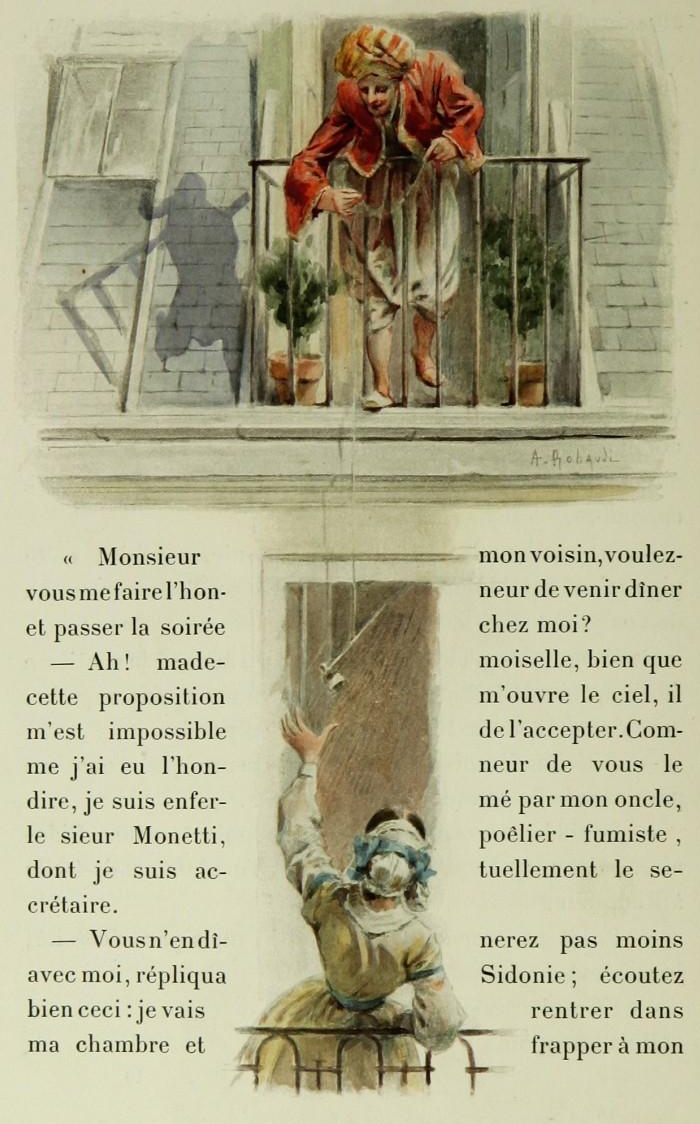
Illustration par A. Robaudi).

## Personnages
Les personnages sont de jeunes artistes ou intellectuels démunis qui vivent à Paris. Ils ont entre vingt et trente ans en 1845 :
- Henri Murger lui-même devient le poète Rodolphe ;
- Alexandre Schanne devient le musicien Schaunard ;
- François Tabar devient le peintre Marcel ;
- Joseph Desbrosses devient le sculpteur Jacques ;
- Charles Barbara devient le journaliste Carolus Barbemuche ;
- Jean Wallon et Marc Trapadoux[2] deviennent le philosophe Gustave Colline[3].

## Lieux
- Le Café Momus, 17, rue des Prêtres-Saint-Germain-l’Auxerrois, près du Louvre, où se retrouvent Rodolphe, Marcel, Schaunard et Colline[3].
- Le Prado, bal public sur l’île de la Cité aujourd’hui démoli où Rodolphe rencontre Louise.
- Rodolphe habite rue de la Tour-d’Auvergne, près de Montmartre, comme Henry Murger lui-même.
- Colline habite l’île Saint-Louis.
- Marcel a son atelier sur le quai aux Fleurs.
- Musette déménage de la rue de la Harpe pour la rue de la Bruyère lorsqu’elle devient une lorette.

## Genèse
Bien que les Scènes de la vie de bohème soient communément considérées comme un roman, il s'agit en réalité d'études de mœurs prenant la forme d'une suite d'histoires publiées sous forme de feuilleton. Le cadre en est le Quartier latin de Paris dans les années 1840. La plupart des scènes furent publiées de façon indépendante par Murger dans la revue littéraire Le Corsaire. Leur forme est en partie autobiographique. Elles mettent en scène des individus ayant réellement existé et qui pouvaient être familiers des lecteurs de cette revue.

### Feuilleton
- La première des histoires fut publiée en mars 1845 sous la signature de « Henri Mu..ez ».
- La seconde histoire suivit l'année suivante au mois de mai 1846 sous la signature de « Henry Murger ».
- La troisième histoire fut publiée en juillet avec le sous-titre Scènes de la bohème.
- Le sous-titre fut utilisé pour dix-huit histoires supplémentaires qui continuèrent de paraître de façon plus ou moins régulières jusqu'en 1849 (avec une période de latence en 1848 à cause de la Révolution à Paris)[4].

### Pièce de théâtre

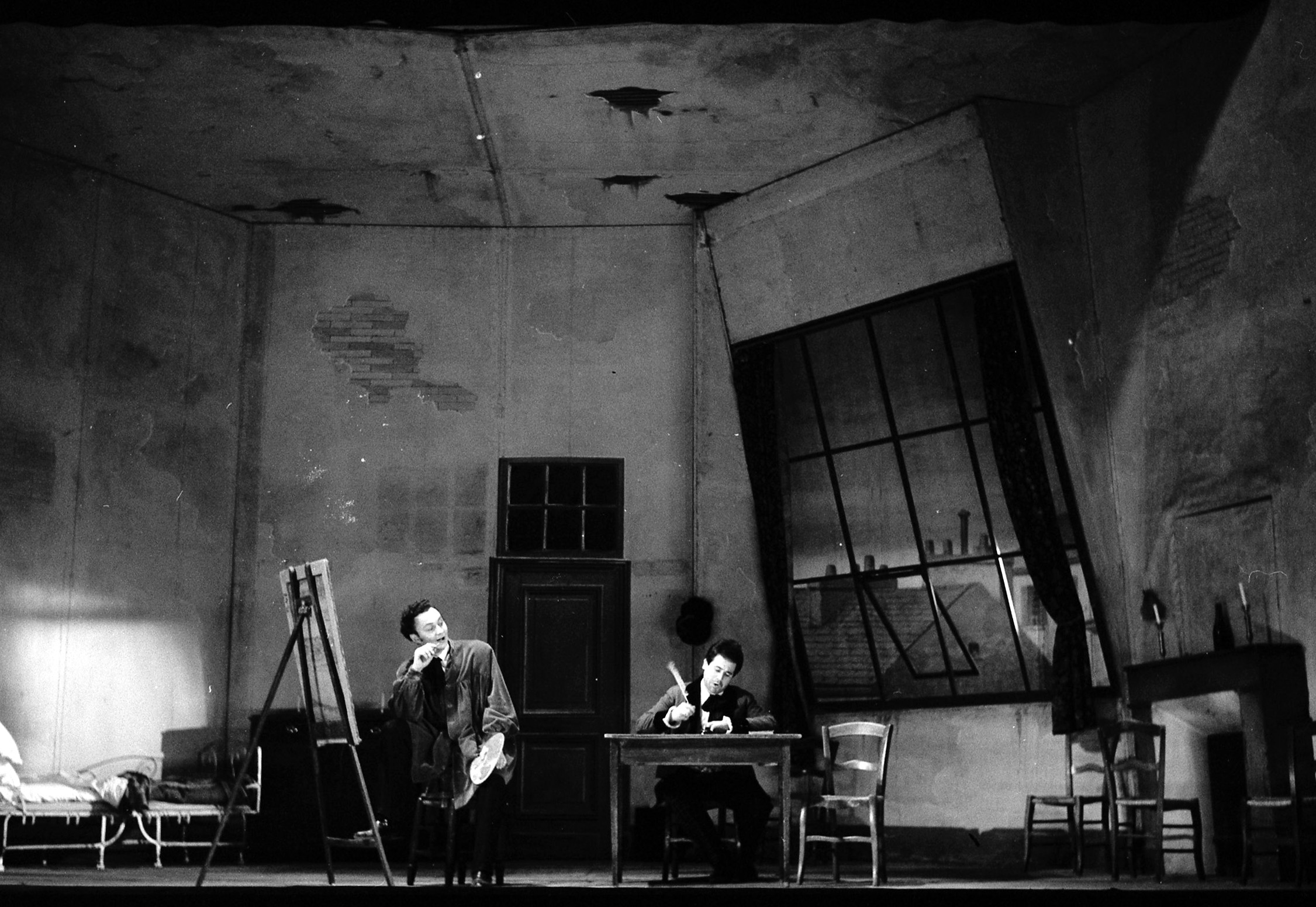
Interprétation de La Vie de bohème au Théâtre du Capitole de Toulouse en 1968.

Bien que les histoires fussent populaires à l'intérieur de la petite communauté littéraire, elles ne parvinrent pas à générer une audience plus large et des revenus confortables à Murger. Tout changea en 1849, lorsque celui-ci fut approché par Théodore Barrière, un jeune dramaturge, qui lui proposa d'adapter ses histoires au théâtre. Murger accepta cette collaboration et le résultat — intitulé La Vie de la bohème, de Barrière et Murger — fut représenté avec un grand succès au théâtre des Variétés à Paris le 22 novembre 1849. La particularité de la pièce est de concentrer l'intérêt dramatique autour de la maladie et de la mort de Mimi qui constitue l'épisode final et pathétique. Rodolphe s'écrie alors : « O ma jeunesse, c'est toi qu'on enterre ». Félix Nadar demande à Murger de supprimer cette phrase à la première, mais l'auteur n'en fait rien. En revanche, elle n'apparaît pas dans l'opéra de Giacomo Puccini (Rodolphe s'écrie seulement, lorsqu'il est séparé de Mimì au début du 4e acte : « Mimì, mia breve gioventù »). Il est à noter que la représentation théâtrale contient déjà de la musique et du chant.

### Roman
La popularité de la pièce de théâtre suscita une demande pour la publication des histoires. Murger réalisa une compilation de la plupart des scènes en un seul recueil. Pour aider à la continuité de l'ensemble, il ajouta également du matériau nouveau. Une préface discute la signification du concept de « bohémien » et un nouveau premier chapitre sert d'introduction pour le cadre et les principaux personnages. Deux chapitres supplémentaires sont ajoutés à la fin qui offre des pensées conclusives sur la vie de bohème. C'est ce qui devint le roman paru en janvier 1851 sous le titre Scènes de la bohême (sic). Une nouvelle édition parut l'année suivante dans laquelle Murger ajouta encore une histoire.

## Adaptations
Deux opéras furent adaptés de ces études de meors : La Bohème de Giacomo Puccini en 1896 et La Bohème de Ruggero Leoncavallo en 1897. L'opéra de Puccini devint l'un des opéras les plus populaires de tous les temps.

### Liste des adaptations
La Vie de bohème de Théodore Barrière et Henry Murger, théâtre de l'Odéon (1875), avec une chanson, composée par Jules Massenet
- La Bohème, opéra de Giacomo Puccini, 1896
- La Bohème, opéra de Ruggero Leoncavallo, 1897
- La Bohème, film muet de King Vidor avec Lillian Gish et John Gilbert, 1926
- Mimi, film de Paul Ludwig Stein avec Gertrude Lawrence, 1935
- La Vie de bohème, film de Marcel L'Herbier, 1945
- La Vie de Bohème (en) — album de jazz du pianiste Dave Burrell (en), 1969
- La Vie de bohème, film d'Aki Kaurismäki, 1990
- Rent, comédie musicale de Jonathan Larson, 1996
- Scènes de la vie de Bohème avec Ana-Maria Bell[5], spectacle musical, 2021